# Ooni Luwoo
Ooni Lúwo Gbàgìdá (parfois orthographié Luwo) est la 21e Ooni d'Ifè, et la seule femme souveraine traditionnelle suprême d'Ile-Ifè, le foyer ancestral des Yoruba au Xe siècle,.

## Biographie

### Enfance
Ooni Lúwo Gbàgìdá est la fille ou une descendante d'Ooni Otaataa et une descendante d'Ooni Lafogido,,.

### Règne
Elle succède à Ooni Giesi et est suivie par Ooni Lumobi.
Le règne d'Ooni Luwoo reste le seul à être mené par une femme à Ife. Son fils Adekola Telu est le fondateur du royaume d'Iwo,,,.